# Birkiani
Birkiani (gruz. ბირკიანი) – wieś w Gruzji, w regionie Kachetia, w gminie Achmeta. W 2014 roku liczyła 564 mieszkańców.

## Urodzeni
- Abu Umar asz-Sziszani